# Социјалне вештине
Социјалне вештине су способност одржавања односа и рада са другим особама како би се постигао задати циљ.
Социјалне вештине омогућавају бољу и јаснију комуникацију и укључују:
- разговетан говор,
- јасно изражавање,
- способност да се адекватно организује време,
- стварају могућности за добру интерперсоналну сарадњу и сл.

Развој социјалних вештина је саставни део *социјализације.